# Каза Симини (Лече)
Каза Симини (итал. Casa Simini) је насеље у Италији у округу Лече, региону Апулија.
Према процени из 2011. у насељу је живело 20 становника. Насеље се налази на надморској висини од 2 м.